# IOS 14
iOS 14 es la decimocuarta versión principal del sistema operativo móvil iOS desarrollado por Apple Inc. para sus líneas iPhone, iPod Touch y HomePod. El sucesor de iOS 13 en esos dispositivos fue presentado en la Conferencia Mundial de Desarrolladores (WWDC) de la compañía el 22 de junio de 2020 y se lanzó al público el 16 de septiembre de 2020.

## Historial de Versiones

### Versiones
La primera beta para desarrolladores de iOS 14 se lanzó el 22 de junio de 2020 y la primera beta pública se lanzó el 9 de julio de 2020. iOS 14 se lanzó oficialmente el 16 de septiembre de 2020.
| Versión | Build   | Fecha de Lanzamiento     | Nota |
| ------- | ------- | ------------------------ | --- |
| 14.0    | 18A373  | 16 de septiembre de 2020 | Lanzamiento inicial. |
| 14.0.1  | 18A393  | 16 de septiembre de 2020 | Corrección de errores, incluido un problema que podía provocar el restablecimiento de la configuración predeterminada del navegador y del correo tras reiniciar el dispositivo. |
| 14.1    | 18A8395 | 20 de octubre de 2020    | Lanzamiento inicial para el iPhone 12 y el iPhone 12 Pro. Actualizaciones en los widgets, la biblioteca de apps y las llamadas telefónicas entrantes con Siri. También incluye conversaciones ancladas, mejoras en los Memojis, indicaciones en bicicleta y App Clips. |
| 14.2    | 18B92   | 5 de noviembre de 2020   | Introduce un botón de Shazam en el Centro de Control, Nuevos controles de AirPlay, detección de rostros en la aplicación Lupa, más de 100 nuevos emojis y 8 nuevos fondos de pantalla en modo clara y oscura. |
| 14.2    | 18B111  | 18 de noviembre de 2020  | Solo para el iPhone 12 y iPhone 12 Pro |
| 14.2.1  | 18B121  | 19 de noviembre de 2020  | Solo para el iPhone 12 y iPhone 12 Pro |
| 14.3    | 18C66   | 14 de diciembre de 2020  | - Lanzamiento inicial del servicio Apple Fitness+ - Nueva interfaz de la aplicación Apple TV - Apple ProRAW para los modelos de iPhone 12 Pro |
| 14.4    | 18D52   | 26 de enero de 2021      | - Los códigos QR más pequeños pueden ser identificados por la cámara. - Opción de clasificar el tipo de dispositivo Bluetooth en los Ajustes para identificar correctamente los auriculares para las notificaciones de audio. - Se muestran notificaciones en caso de que no se pueda verificar que la cámara del iPhone es nueva y original de la marca Apple en los iPhone 12, iPhone 12 mini, iPhone 12 Pro y iPhone 12 Pro Max. |
| 14.4.1  | 18D61   | 8 de marzo de 2021       | Resuelve una vulnerabilidad en WebKit, que consiste en el motor del navegador que alimenta Safari. Además, esta vulnerabilidad también afecta a otros navegadores que se pueden ejecutar en iPhone. |
| 14.4.2  | 18D70   | 26 de marzo de 2021      | Soluciona una vulnerabilidad que permitía a los atacantes ejecutar scripts a través de varios sitios web independientes entre ellos. |
| 14.5    | 18E199  | 26 de abril de 2021      | - Soporte de mascarilla facial para Face ID. - Nueva función de privacidad llamada 'Transparencia de seguimiento de aplicaciones'. Los desarrolladores deberán contar con el permiso explícito de los usuarios para poder rastrear y compartir los identificadores de anunciantes (IDFA). - Soporte para joysticks PS5 y Xbox Series X. - Alertas de crowdsourced en Apple Maps. - Posibilidad de uso compartido de la Apple Card. - Nuevo botón de marcador en la aplicación Podcasts. - Nuevo icono del Apple Watch en la notificación de desbloqueo. - Se podrá saltar actualizaciones posteriores de iOS e instalar solo actualizaciones de seguridad para el dispositivo. - Nuevos emojis. - Apple integra tecnología de cifrado para evitar los ataques 'zero-click' en el iPhone. - Compatibilidad 5G total en 'dual SIM' para ambas líneas móvil del dispositivo. Función específica para iPhone 12 mini, iPhone 12, iPhone 12 Pro y iPhone 12 Pro Max. - Posibilidad de localizar 'Objetos' desde la aplicación Buscar. - Herramienta de recalibración para la batería del iPhone. El proceso de recalibración se llevará a cabo sobre las sucesivas cargas regulares y puede durar un par de semanas. Se notificará al usuario sobre la vida útil de la batería de su dispositivo móvil. Función específica para iPhone 11, iPhone 11 Pro y iPhone 11 Pro Max. - Integración de nuevas voces para el asistente Siri. - Compatibilidad con AirPlay 2 para los entrenamientos Apple Fitness+. - Actualizaciones en la app 'Música'. Incluye gestos de deslizamiento en álbumes y listas de reproducción, así como la posibilidad de compartir fragmentos específicos de letras de canciones en las redes sociales. Además, se podrá establecer el reproductor de música predeterminado para las solicitudes de Siri. - Optimización para reducir la apariencia de un brillo tenue que puede aparecer en niveles de brillo reducidos con fondos negros. Función específica para iPhone 12 mini, iPhone 12, iPhone 12 Pro y iPhone 12 Pro Max. |
| 14.5.1  | 18E212  | 3 de mayo de 2021        | - Corrección de errores y problemas de seguridad. |
| 14.6    | 18F72   | 24 de mayo de 2021       | - Los desarrolladores, con perfil beta instalado en su dispositivo, que estén en una versión RC podrán elegir entre instalar una beta del siguiente sistema operativo o, de lo contrario, mantenerse en esa versión. - Apple Music Hi-Fi. Un sistema de calidad adaptativa según suscripción que ofrecería audio inmersivo con experiencia de sonido en 360 grados. - Apple introduce pantalla de bienvenida a las aplicaciones App Store y Podcast que se actualicen con mejoras importantes. - Una vez activado el modo perdido en la app Buscar, el usuario podrá introducir un correo electrónico en lugar del número de teléfono como medio de contacto para cuando alguien encuentre el dispositivo o accesorio (AirTag incluido) perdido. - AirTag mostrará el número de teléfono parcialmente enmascarado del propietario cuando se toque con un dispositivo compatible con NFC. - Apple Card Family agrega soporte para que las familias realicen un seguimiento de los gastos, administren los gastos con límites y controles opcionales y creen crédito juntos. - Los usuarios de Voice Control pueden desbloquear su iPhone por primera vez después de un reinicio usando solo su voz. - Apple mejora la app 'Atajos'. Las tareas se ejecutan ahora con más rapidez. - Suscripciones y canales de Apple Podcasts. - Mejoras en el rendimiento general del dispositivo. |
| 14.7    | 18G69   | 19 de julio de 2021      | - Posibilidad de añadir temporizadores en el HomePod desde la app 'Casa'. - Apple integra índice de calidad del aire en España. Este servicio utiliza el índice de calidad del aire AQI, que evalúa de 0 a 500 (siguiendo una escala de "bueno" hasta "peligroso") los niveles de preocupación de calidad de aire. - Soporte para el nuevo paquete de baterías MagSafe en iPhone 12, iPhone 12 mini, iPhone 12 Pro y iPhone 12 Pro Max. - Apple Card Family agrega la opción de combinar límites de crédito y compartir una cuenta de copropiedad con un usuario de Apple Card existente. - La biblioteca de Podcasts permite ahora a los usuarios elegir si quieren ver todos los programas o sólo los seguidos. - Mejoras de rendimiento y algunas correcciones de errores. |
| 14.7.1  | 18G82   | 26 de julio de 2021      | - Corrección de errores. |
| 14.8    | 18H17   | 13 de septiembre de 2021 | - Actualizaciones de seguridad para el dispositivo. Apple resuelve fallo de seguridad que permitía al software espía Pegasus entrar en el dispositivo y hacerse con el control de éste. |
| 14.8.1  | 18H107  | 26 de octubre de 2021    | - Incluye actualizaciones de seguridad importantes. Corrige errores relacionados con el audio, ColorSync, Continuity Camera, CoreGraphics, GPU Drivers, IOMobileFrameBuffer, Kernel, Sidecar, Status Bar, Voice Control y WebKit. |

## Características del sistema

### App Clips
App Clips son una nueva función que amplía la funcionalidad de la App Store. Pensada como una función dinámica y no como una aplicación instalada de forma permanente, App Clips es extremadamente ligera, con muy pocos permisos del sistema operativo. 
App Clips pueden ser detectados en persona a través de NFC  (iPhone 7 o superior) o código QR con el logotipo de App Clips. También puede compartirse a través de Mensajes, o colocados en sitios web o en Maps.

### CarPlay
CarPlay se actualizó para permitir a los usuarios establecer un Fondo de Pantalla. La planificación de rutas en Apple Maps se ha ampliado con funciones que avisan al usuario de las paradas disponibles, como el estacionamiento y el ordenamiento de la comida. Además, la planificación de rutas para vehículos eléctricos ahora tiene en cuenta la ubicación de estaciones de carga.

### Llaves de auto
Esta característica permite que un iPhone actúe como una llave virtual del coche utilizando la tecnología NFC con los coches compatibles.  Las llaves son accesibles desde la aplicación Wallet. Las llaves pueden ser compartidas; la compartición puede ser temporal o con restricciones. En caso de que el iPhone se quede sin batería, se puede seguir accediendo a las llaves del coche a través de la reserva de energía del iPhone durante unas cinco horas. Las llaves del coche requieren un iPhone lanzado en 2018 o posterior. Car keys require an iPhone released in 2018 or later.

### Pantalla de inicio
A diferencia de las versiones anteriores, en las que los iconos de la pantalla de inicio se reordenaban y correspondían directamente a las aplicaciones, los usuarios pueden añadir iconos de aplicaciones y widgets de aplicaciones recién introducidos; las páginas se pueden añadir o eliminar a su gusto. Esto permite a los usuarios ocultar las aplicaciones de uso poco frecuente y evitar el desorden. 

#### Widgets
A la izquierda de la primera página, la vista "Hoy" se sustituye por una interfaz de usuario de widgets desplazable. Los widgets pueden colocarse en la pantalla de inicio entre los iconos de las aplicaciones, Pueden ser redimensionados a iconos de dos por dos, horizontales de dos por cuatro, o de cuatro por cuatro. Los widgets del mismo tamaño pueden apilarse unos sobre otros y deslizarse entre ellos para mayor comodidad; puede colocarse una pila inteligente que muestre automáticamente al usuario el widget más relevante en función de la hora del día.

#### Biblioteca de aplicaciones
A la derecha de la última pantalla, la biblioteca de aplicaciones enumera y clasifica las aplicaciones instaladas en el dispositivo. Las aplicaciones dentro de cada categoría están ordenadas según la frecuencia de su uso. Además de una categoría para aplicaciones sugeridas, una categoría "reciente" enumera las aplicaciones instaladas recientemente junto con los App Clips a los que se ha accedido recientemente. Los usuarios pueden buscar la aplicación que deseen o navegar por ellas en orden alfabético.

### Interfaz de usuario compacta
En iOS 14 se han introducido una serie de cambios para reducir el espacio visual que ocupaban las interfaces que antes eran de pantalla completa; dichas interfaces ahora aparecen y se ciernen delante de una app, permitiendo tocar (y por tanto realizar multitarea) en la app que hay detrás. Las interfaces de llamadas de voz, incluyendo Teléfono, u otras apps de terceros como Skype, se hacen sustancialmente más visibles, ocupando aproximadamente el mismo espacio que una notificación. La interfaz de Siri también es ahora compacta.
Picture-in-picture permite a los usuarios seguir viendo la reproducción de vídeo (o realizar llamadas de voz, como con FaceTime) en una vista de tamaño miniatura después de salir de la aplicación. Esta vista puede cambiarse de tamaño con gestos de pellizco, o moverse fuera de la pantalla temporalmente y volver a invocarse para la multitarea. Actualmente, Safari y FaceTime admiten la función de imagen en imagen, junto con varias aplicaciones de terceros, como Disney+, ESPN, HBO Max, Netflix y Prime Video. Esta función no estaba disponible en la app de YouTube en su lanzamiento; Google anunció posteriormente que la función picture-in-picture será compatible con YouTube en una próxima actualización, pero sólo para los suscriptores de YouTube Premium.

### Búsqueda y Siri
Se han realizado mejoras en la función de búsqueda en la pantalla de inicio, incluyendo una interfaz de usuario refinada, un lanzador rápido para aplicaciones, una búsqueda web más detallada, accesos directos a la búsqueda dentro de la aplicación y sugerencias de búsqueda mejoradas a medida que se escribe.
Aunque se ha hecho compacta para que el contenido de abajo sea visible, la interfaz de Siri no permite la multitarea simultánea, ya que los diseñadores consideraron que no estaba claro cómo se descartaría entonces la interfaz. Siri puede ahora responder a un conjunto más amplio de preguntas y traducir más idiomas. Los usuarios también pueden compartir su hora de llegada con sus contactos y pedir indicaciones para ir en bicicleta.

### Privacidad

#### App Store
La App Store ahora muestra los permisos requeridos para cada aplicación (para que los usuarios puedan ver y entender los permisos requeridos por la aplicación antes de descargarla). Los usuarios pueden cambiar los permisos de ubicación para informar a la aplicación de una ubicación aproximada, preservando la privacidad cuando la ubicación exacta es innecesaria.

#### Notificaciones de uso del micrófono, la cámara y el portapapeles
Un indicador de grabación aparece en la parte superior de la pantalla cada vez que una aplicación utiliza el micrófono (indicador de punto naranja) o la cámara (indicador de punto verde). Asimismo, aparece una notificación cuando una app accede al portapapeles.

#### Acceso restringido al ID de Apple para anunciantes
Durante el anuncio de iOS 14, Apple se comprometió a mejorar la privacidad de los usuarios limitando el acceso de las apps al ID de Apple para anunciantes (también conocido como IDFA o identificador de publicidad). Este cambio se pospuso "hasta principios de 2021 en iOS/iPadOS 14.5" para permitir a los desarrolladores migrar a alternativas más respetuosas con la privacidad. Facebook se ha opuesto a estas medidas de privacidad, argumentando que las pequeñas empresas necesitan acceder a los datos de los usuarios para la publicidad dirigida.

#### Aleatorización de la dirección MAC de la tarjeta Wi-Fi
Los dispositivos ahora utilizan una dirección MAC diferente para cada red Wi-Fi en lugar de utilizar la dirección MAC Wi-Fi del dispositivo físico.

#### Restricción de la red local
Una nueva opción de privacidad puede restringir que ciertas aplicaciones descubran e interactúen con otros dispositivos en una red doméstica a través de Bonjour u otros protocolos de red.

### Seguridad
Uno de los principales cambios en iOS 14 es la introducción de un nuevo y estricto sandboxed 'BlastDoor' que ahora es responsable de casi todo el análisis de los datos no confiables en los iMessages. BlastDoor inspecciona todos los mensajes entrantes en un entorno seguro y aislado, lo que impide que cualquier código malicioso dentro de un mensaje interactúe con el resto del sistema operativo o acceda a los datos del usuario.
Un mensaje especialmente diseñado enviado a un objetivo ya no puede interactuar con el sistema de archivos o realizar operaciones de red. 
Si el módulo de la cámara no es detectable como componente genuino de Apple, el sistema advertirá al usuario.

### ARKit 4
ARKit 4 introdujo la API de profundidad para un nuevo acceso a la información de profundidad de los sensores LiDAR del iPad Pro y del iPhone 12. ARKit 4 también introdujo Location Anchor, que utiliza datos de Apple Maps y permite situar las experiencias de realidad aumentada en coordenadas geográficas y otras mejoras menores.

### MagSafe
iOS 14 añade compatibilidad con los accesorios MagSafe para la línea iPhone 12, con una nueva animación para cada accesorio.

### Otros cambios
- El teclado Emoji se ha actualizado con una función de búsqueda. iOS 14 añade 20 nuevos estilos de pelo y cabeza para Memoji y Animoji, incluyendo opciones de máscaras faciales para Memoji.
- Las aplicaciones de correo electrónico y navegador del usuario - por defecto la aplicación Correo electrónico y Safari - ahora pueden cambiarse.[57]
- En los iPhones lanzados en 2017 y posteriores (iPhone 8 y 8 Plus, iPhone X), una nueva función de accesibilidad permite a los usuarios realizar tareas comunes tocando dos veces la parte trasera del dispositivo a través del acelerómetro del teléfono (por ejemplo, abrir Centro de control o ejecutar un acceso directo).
- Los usuarios con dispositivos que no leen automáticamente las etiquetas NFC pueden añadir un acceso directo en el Centro de Control para hacerlo.
- iOS 14 introduce la compatibilidad con el códec VP9, permitiendo la reproducción de vídeos de YouTube en resolución 4K.[58]
- En la app de Notas, ahora es más fácil encontrar notas utilizando una "inteligencia en el dispositivo" mejorada."[46]
- La app Tiempo muestra ahora las previsiones minuto a minuto para la siguiente hora en Estados Unidos. Apple utiliza ahora los datos de su servicio Dark Sky, recientemente adquirido, en lugar de solo The Weather Channel.[59][60]
- Apple Arcade ahora tiene integración directa con Game Center.[61]
- Se ha eliminado la textura de papel Esqueumorfismo en la app Notas.[62]
- Se ha reducido el tamaño del selector de la rueda de desplazamiento utilizado para la hora con la opción de utilizar un teclado numérico.[63]
- Una nueva función de accesibilidad, llamada Reconocimiento de sonido, permite a los iPhones escuchar sonidos predefinidos y emitir una alerta cuando se detecta el audio específico. De este modo, un iPhone puede detectar un incendio, varias sirenas, animales, múltiples ruidos domésticos y un bebé que llora o alguien que grita.
- El icono de Música fue rediseñado con un gradiente rojo, similar al icono utilizado en iOS 7 hasta 8.3.
- Se ha eliminado el fondo de pantalla de iOS 12 y se han añadido ocho nuevos fondos de pantalla en iOS 14.2 beta 4.
- La lupa es ahora una aplicación independiente a la que se puede acceder fuera del Centro de control.
- Se añadió la detección de rostros de personas en Lupa  en iOS 14.2.
- Desbloqueo del iPhone bloqueado con Face ID mediante el Apple Watch mientras se lleva una máscara facial en iOS 14.5 y watchOS 7.4.

## Características de sus aplicaciones nativas

### Calendario
La aplicación Calendario ahora soporta un formato de calendario juliano para años anteriores al 15 de octubre de 1582.

### Cámara
La aplicación Cámara ganó varias características nuevas. Las características incluyen:
- La capacidad de reflejar las fotos tomadas desde la cámara frontal en IPhone Xs y posteriores.
- Mejoras en la lectura de código QR.
- Control de Compensación de la exposición en iPhone 11 y iPhone SE (2.ª generación) y posteriores.
- Cambios rápidos en el modo de vídeo para cambiar la resolución y la velocidad de los fotogramas en todos los iPhones. Anteriormente, esta función estaba limitada al iPhone 11 y al iPhone 11 Pro.
- Función de vídeo QuickTake para iPhone XR y IPhone Xs.
- Interfaz de la cámara del iPhone 11 y del iPhone 11 Pro para el iPhone XR y el iPhone XS.
- La posibilidad de capturar fotos en ráfaga y vídeos QuickTake con los botones de volumen en los dispositivos compatibles.
- Una experiencia de captura en modo nocturno actualizada en el iPhone 11 y el iPhone 11 Pro.

También se han introducido mejoras en el rendimiento entre disparos. Según Apple, las fotos se pueden disparar hasta un 90% más rápido, el tiempo hasta el primer disparo es ahora hasta un 25% más rápido, y el retrato de disparo a disparo es hasta un 15% más rápido.

### FaceTime
En IPhone Xs y posteriores, FaceTime ahora ajusta automáticamente la apariencia visual de los ojos para tener en cuenta que la cámara está por encima de donde se muestran los ojos de la persona que llama, lo que permite el contacto visual directo en ambos sentidos. Además, si una persona que llama está utilizando el lenguaje de signos en una llamada con varias personas, su ventana se enfocará en consecuencia. FaceTime ahora es compatible con el modo imagen en imagen. Esto permite a los usuarios seguir viendo a la otra persona mientras realizan la multitarea entre otras aplicaciones. Al tocar dos veces la ventana de FaceTime se puede cambiar el tamaño a pequeño, mediano o grande. Un solo toque expande la ventana de nuevo a pantalla completa.

### Inicio
La app Hogar recibió cambios de diseño para enfatizar los accesorios sugeridos junto a los marcados como favoritos. Además, se añadió un importante conjunto de capacidades de automatización para su uso con dispositivos HomeKit compatibles; esta automatización requiere la presencia de un iPad, HomePod o Apple TV para facilitar el procesamiento en el dispositivo.
Las cámaras de seguridad domésticas pueden recibir instrucciones para que solo alerten al usuario de la actividad si esta se produce en una zona de actividad preseleccionada. Además, el reconocimiento facial realizado en la aplicación Fotos puede utilizarse para alertar en función de las personas reconocidas, con integración adicional para su uso con timbres inteligentes.
Los productos de Iluminación inteligente que admiten temperatura de color pueden recibir instrucciones para ajustarse a una configuración de temperatura de color preestablecida. Como la presencia de luz azul es un importante zeitgeber - un factor que influye en la percepción del tiempo con respecto al ritmo circadiano - esta función está diseñada para fomentar la actividad durante el día y la calma por la mañana y la noche.

### Mensajes
En la aplicación Mensajes, los usuarios ahora pueden anclar hasta nueve conversaciones individuales por encima de otros hilos de mensajes.
Los chats de grupo que utilizan iMessage pueden tener una imagen personalizada, un Memoji o un emoji. Los usuarios pueden ahora mencionar a otros usuarios, y cambiar la configuración de las notificaciones para que solo se les notifique cuando se les mencione explícitamente. Los mensajes pueden ser respondidos con respuestas en línea, lo que permite simultanear hilos de conversación y ver las respuestas en la conversación general o como un hilo separado.

### Mapas
Apple Maps ahora dará a los usuarios acceso a las rutas de ciclismo, proporcionando información que incluye la elevación y las escaleras. También ofrece a los usuarios múltiples opciones, sugiriendo rutas con calles menos transitadas. Las indicaciones para ir en bicicleta estarán disponibles en el momento del lanzamiento en Nueva York, Los Ángeles, San Francisco, Shanghái y Pekín. Apple anunció que continuará desplegando sus mapas mejorados con detalle en otros países además de los Estados Unidos, incluyendo Canadá, el Reino Unido y la Irlanda, y más en el futuro. 
Apple también ha introducido las rutas para EV, que permiten a los usuarios tener en cuenta las estaciones de carga al planificar su ruta y elegir una ruta en la que podrán recargar cuando lo necesiten. Esta función requiere la integración con el coche. Apple está trabajando actualmente con Ford y BMW para implementar esta función con sus vehículos eléctricos.
Se han añadido guías curadas para varios lugares del mundo, que sugieren dónde comer, comprar y explorar.

### Safari
Safari, el navegador web por defecto en iOS, ganó la capacidad de monitorear las contraseñas para las violaciones de datos y generar informes de privacidad para los rastreadores en los sitios web. Se realizaron importantes mejoras en el rendimiento de JavaScript.
Se ha añadido a Safari una herramienta de traducción de páginas web en siete idiomas: Inglés, español, chino simplificado, francés, alemán, ruso y portugués brasileño. Esta función solo estaba disponible en Estados Unidos y Canadá en el momento del lanzamiento, pero desde entonces ha empezado a desplegarse en más países.

### Traducir
Introducida en iOS 14, la app Translate permite a los usuarios traducir voz y texto entre 11 idiomas: inglés, español, idioma chino mandarín, japonés, coreano, ruso, alemán, francés, italiano, portugués brasileño y árabe. Cuando se gira a la vista apaisada, la aplicación cuenta con un "modo de atención", que facilita la lectura de una traducción. Se puede utilizar durante las conversaciones verbales entre hablantes de diferentes idiomas. La app Traducir puede autodetectar cuál de los dos idiomas elegidos se está hablando y convertirlo al otro idioma.
Las mejoras realizadas en la traducción se integran con Siri, y las páginas pueden traducirse en línea en Safari.

## Dispositivos compatibles

### iPhone
Todo iPhone que disponga del Chip A9 o superior:
- iPhone 12 Pro Max
- iPhone 12 Pro
- iPhone 12 Mini
- iPhone 12
- iPhone 11 Pro Max
- iPhone 11 Pro
- iPhone 11
- iPhone SE (2.ª generación)
- iPhone Xs Max
- IPhone Xs
- IPhone XR
- IPhone X
- IPhone 8 Plus
- IPhone 8
- IPhone 7 Plus
- IPhone 7
- iPhone SE (1.ª generación)
- IPhone 6s
- IPhone 6s Plus

### iPod Touch
Todo iPod Touch que disponga del Chip A10 Fusion:
- iPod Touch (séptima generación)